# Varggrottan

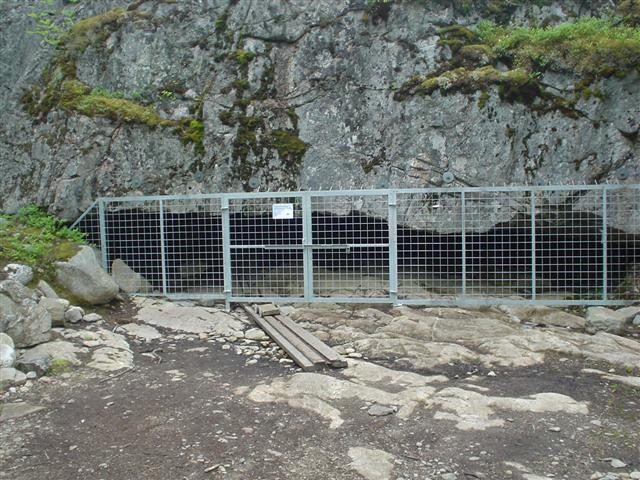
Öppningen till varggrottan avspärrad med ett galler.

Varggrottan (fi. Susiluola) är en spricka i Bötombergen i Kristinestad i Finland, nära Bötoms kommun, vars övre delar packats med jord och därmed har bildats en hålighet av grottkaraktär. I grottan fann man 1996 föremål som föranledde spekulationer om att den varit bebodd under paleolitisk tid, för 120 000 - 130 000 år sedan. Detta skulle i så fall vara de enda kända lämningarna av Neandertalmänniskor som hittats i Norden. Tolkningen av fynden har inte blivit övervägande accepterad i forskningen.

## Utgrävningshistoria
1996 skulle varggrottan tömmas på jord för att göras till en turistattraktion. Man fann då möjligen av människor bearbetade stenföremål och avbröt arbetet. 1997 inleddes arbetet med att gräva ut grottan i ett samarbete mellan Museiverket, Geologiska forskningscentralen, geologiska institutionen vid Helsingfors universitet och Dateringslaboratoriet. De första utgrävningarna höll på till år 2000 och koncentrerades på att utreda hur gamla fornlämningarna var, klarlägga om motsvarande fyndmaterial gick att finna någon annanstans i Europa och rekonstruera grottans forntida omgivning. Resultaten presenterades 2002 i en rapport.
Varggrottans utgrävningar avbröts 2001 på grund av rasrisken som utgrävningarna indirekt orsakat, då värme och fukt varierade. År 2002 förstärktes taket och då sattes bland annat upp ett nät av stål vid detta för att inte stenflisor skulle falla ned. År 2003 genomfördes en mindre uppföljning till utgrävningarna. År 2004 fick Museiverket medel för att inleda ett nytt forskningsprojekt, på tre år, och samma år gjordes utgrävningar. Följande år utfördes utgrävningar under den första halvan av sommaren.

## Fynd

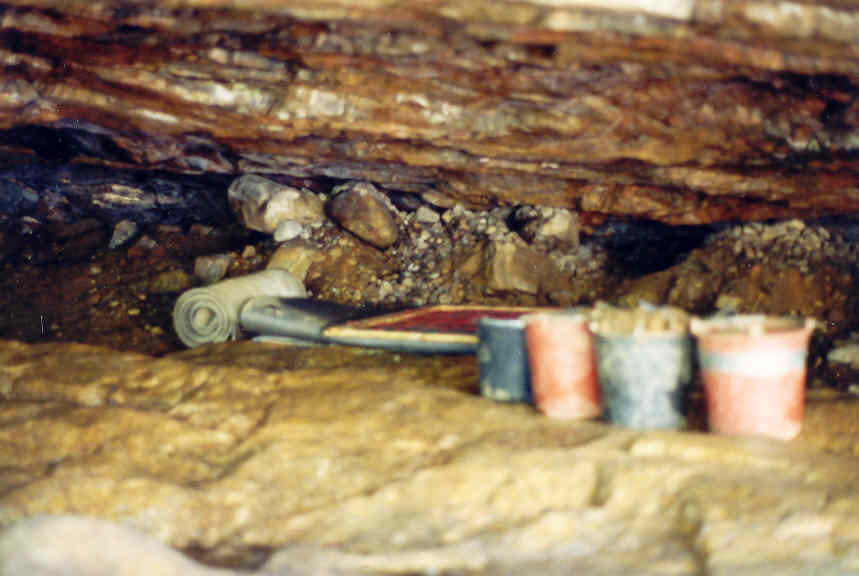
Utgrävningarna i Varggrottan kommer att ta många år att utföra.

I Varggrottan har man efter åtta somrars urgrävningar hittat omkring 200 arkeologiska föremål (artefakter), ungefär 600 bitar av tillslagningsavfall, skrapor och bultstenar, samt upphettade stenar från öppen eld. Föremålen är i bergarterna röd siltsten, kvarts, kvartsit, vulkanit, jaspis och sandsten. Siltsten och kvartsit förekommer inte i området och måste följaktligen ha hämtats annanstans ifrån.
Lagerföljden i Varggrottan består av minst åtta lager, varav det fjärde och femte är de geologiskt och arkeologiskt mest intressanta. Utmärkande för det stenmaterial man hittat där är att det har bearbetats med flera olika tekniker. Redskap av stenarter med bra bearbetningsstruktur, exempelvis finkornig kvartsit och röd siltsten, har tillverkats på ett sätt som är typiskt för mellersta paleolitikum. Clacton-tekniken, som är äldre, har använts för behandling av kvarts, kvartsit och sandsten. Den tillslagningsteknik som använts för att utforma föremålen hör troligen till Moustérienkulturen.
I grottan har man, mestadels i de övre lagren, hittat stora mängder ben av däggdjur som bott i grottan, samt bytesdjur till dessa. Det är dock inte säkert att något av benmaterialet skulle var från tiden före istiden. Rester av människor och djur kan ha förstörts av de sura jordarna. Vidare har magnetiska mätningar kunnat bekräfta spår av att eld gjorts upp i Varggrottan.
Motivering till att stenbitarna som hittats verkligen är människors verk är enligt Hans-Peter Schulz, MA vid Museiverket, att slagytan på föremål som behandlats med ett kvickt och resolut slag inte kan liknas vid ytan om motsvarande bit utsatts för  exogena processer. Strukturen på Varggrottfyndens slagmärken och avslag visar likheter med fynd från äldre paleolitikum som gjorts i Centraleuropa. Problemet med att säkerställa dateringen i detta fall beror på att de aktuella fynden är få och geografiskt isolerade.

## Kritik
Det är alltså osäkert om grottan verkligen varit boplats för neandertalare. I tidskriften ”Tieteessä tapahtuu” publicerade 2006 Joakim Donner, professor emeritus i geologi och paleontologi, kritik mot att fynden skulle vara tillverkade av människor. Han menar att stenar från Varggrottan inte liknar säkerställda neandertal-föremål från Frankrike som han sett, att grottan låg under vatten för 120 000 – 130 000 år sedan, att den är för låg att bo i och att bevis för uppgörande av eld saknas.
Hans-Peter Schulz har försvarat fynden med att det är möjligt att grottan låg ovan vattenytan under nämnda tidsperiod, att den är tillräckligt hög för att bo i, då den är 1,9 meter hög på ett ställe, och att sot från den eldstad man hittat är över 40 000 år gammalt och inte kan ha kommit in utifrån.
Ifrågasättanden av fynden har även kommit från geologen Kari Kinnunen, arkeologen Heikki Matiskainen, arkeologen Paul Pettitt och paleontologen Markku Niskanen. Sedan mitten av 2010-talet har inte Varggrottan figurerat nämnvärt i den vetenskapliga diskussionen.